# Microsoft Mesh
Microsoft Mesh là một nền tảng cộng tác và truyền thông được Microsoft phát triển. Engadget từng nêu nhận định đây là "nỗ lực mới đầy tham vọng của công ty trong việc hợp nhất cộng tác ảo ảnh toàn ký trên nhiều thiết bị, có thể là kính VR, AR (như HoloLens), máy tính xách tay hoặc điện thoại thông minh".
Nó sử dụng các yếu tố của nền tảng AltspaceVR mà Microsoft mua lại vào năm 2017.